# Ceredigion
Ceredigion és un comtat i representa la zona principal de la Gal·les central. Té una àrea geogràfica molt semblant al comtat històric de Sir Aberteifi (Cardiganshire, en anglès).

## Geografia
Ceredigion és un comtat del litoral, que fa frontera amb la Badia d'Aberteifi (anglès: Cardigan) a l'oest, amb Gwynedd al nord, amb Powys a l'est, amb Sir Gaerfyrddin (anglès: Carmarthenshire) al sud, i amb Sir Benfro (anglès: Pembrokeshire) al sud-oest. La seva superfície és de 1783 km². La població del comtat és de 64.000 habitants.
Els nuclis de població principals són Aberaeron, Aberarth, Aberteifi, Aberystwyth, Castell Newydd Emlyn, Cei Newydd, Llanbedr, Llanddewi Brefi, Llandysul, Llanilar, Llanrhystud, Penparcau i Tregaron.
Les Muntanyes Cambrianes ocupen la gran part de l'est del comtat; aquesta part tan extensa pertany al Desert de Gal·les. Al sud i a l'oest, la superfície no és tan elevada. El punt de més alçada és Plynlimon, a 752 metres, on hi neixen cinc rius: el Riu Severn, el Riu Wye, el Riu Dulas, el Riu Llyfant i el Riu Rheidol. El darrer passa per Afon Mynach en un saltant d'uns 100 metres, per l'abisme de Pontarfynach ("Pont del Diable"). Els 50 km de costa presenten moltes platges sorrenques. El riu més gros és el Riu Teifi, que traça la frontera amb Sir Gaerfyrddin i Sir Benfro en un bon tros del seu curs. El comtat té altres rius notables, com: el Riu Aeron, que té el seu estuari a Aberaeron, el Riu Ystwyth i el Riu Rheidol, tots dos amb desembocadura al port d'Aberystwyth.
Per a un comtat amb una població tan baixa, pot semblar curiós que s'hi trobin dues universitats: la Universitat de Gal·les, a Aberystwyth, i la Universitat de Gal·les, de Llanbedr (anglès: Lampeter). La Biblioteca Nacional de Gal·les, fundada el 1907, es troba a Aberystwyth.

## Història
El nom de Ceredigion significa "Terra de Ceredig", que fou el fill de Cunedda, personatge que reconquerí la majoria del territori de Gal·les dels irlandesos cap al segle V dC.

## Llocs d'interès
- Castell Aberystwyth
- Ferrocarril Elèctric d'Aberystwyth,
- Museu de Ceredigion, Aberystwyth
- Pont del Diable de Ceredigion
- Mina de Plata de Llywernog
- Mansió de Nanteos
- Abadia d'Ystrad Fflur
- Ferrocarril de la Vall de Rheidol
- Centre de l'Or Gal·lès de Tregaron

## Cultura i Societat
Ceredigion recull una alta proporció de parlants de gal·lès entre la seva població; només Gwynedd i Ynys Môn en superen el tant per cent. Al comtat també hi viuen un bon nombre d'habitants que no parlen gal·lès, la majoria nascuts fora del País de Gal·les. Aquest grup es concentra sobretot prop de les ciutats universitàries i a la zona litoral, com per exemple a Borth, on el 40% de la població és nascuda fora del país i amb prou feines un 36% dels residents són parlants de gal·lès.
Els habitants de Ceridigion són coneguts informalment com a cardis en altres parts de Gal·les, especialment al Sud i sovint són víctimes de diversos acudits.
Ceredigion també és el comtat més homogeni de Gal·les, i un dels més homogenis de la Gran Bretanya, pel que fa al predomini gairebé absolut de població de pell blanca.

## Govern
Entre el 1888 i el 1974, el comtat fou administrat pel consell comtal de Sir Aberteifi (anglès: Cardiganshire), i amb la reorganització dels governs locals del 1974, es formà un nou consell de districte per a Ceredigion al comtat administratiu de Dyfed.
El 20 de maig de 2004 s'organitzà un referèndum sobre l'elecció directa d'un batlle per al comtat; fou rebutjat per una gran majoria.